# Janusz Kozłowski (muzyk)
Janusz Kozłowski, ps. Baluza (ur. 6 lipca 1941 w Krakowie, zm. 20 września 2016 w Warszawie) – polski muzyk jazzowy, kontrabasista.

## Życiorys
Ukończył średnią szkołę muzyczną w klasie kontrabasu we Wrocławiu. Rozpoczął działalność jazzową w roku 1959 w zespole Far Quartet Jerzego Pakulskiego, a następnie w zespole Tadeusza "Erolla" Kosińskiego, i w latach 1961−1963 w zespole Zygmunta Wicharego. Po przeprowadzce do Warszawy w 1963 grał w zespole New Orleans Stompers, a potem w kwintecie Krzysztofa Komedy z Michałem Urbaniakiem, Tomaszem Stańko i Rune Carlsonem, następnie w kwartecie Zbigniewa Namysłowskiego z Adamem Makowiczem i Czesławem Bartkowskim.
Wiele lat pracował z zespołem Novi Singers. Właśnie z zespołem Novi Singers i kwartetem Zbigniewa Namysłowskiego odbył tournée po Indii, Australii i Nowej Zelandii.
Następnymi zespołami były: Quintet Andrzeja Kurylewicza, Kwartet Włodzimierza Nahornego, zespół Sun Ship, Kwartet Jana Ptaszyna Wróblewskiego, zespół Old Timers, Swing Session, Swing Workshop. Dokonał wielu nagrań płytowych, radiowych i TV. Akompaniował w trasach koncertowych takim muzykom jak Hank Mobley, Lucky Thompson, Charlie Ventura, Al Grey, Joe Newman. Wielokrotnie występował na festiwalu Jazz Jamboree.

## Odznaczenia i wyróżnienia
- Laureat Złotej Tarki (2006),
- Złoty Krzyż Zasługi
- Odznaka Honorowa Województwa Podlaskiego (2014)[2]
- członek założyciel Muzeum Jazzu.

## Galeria

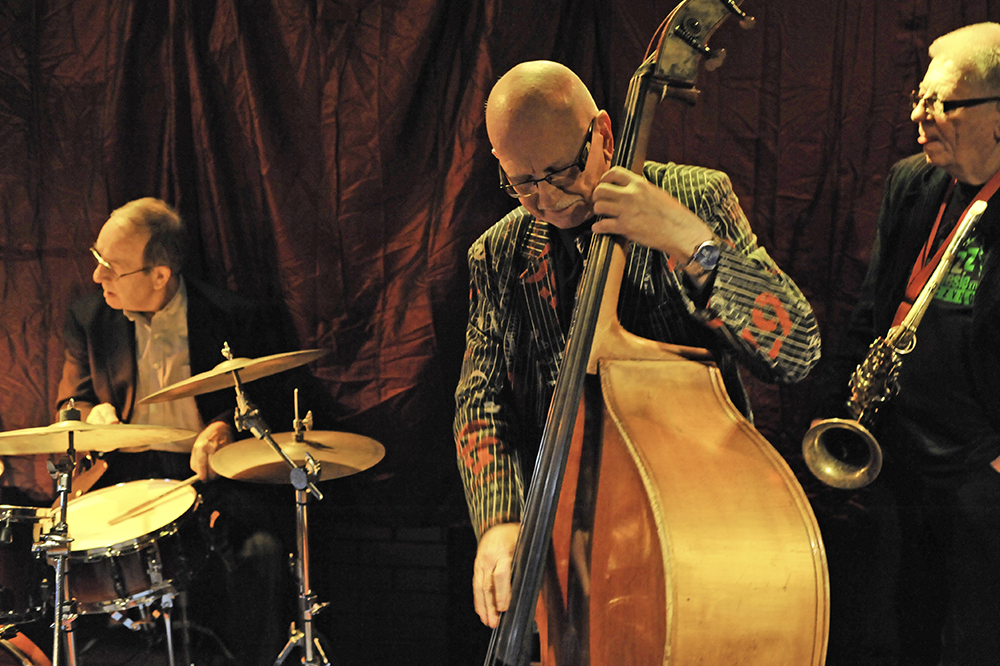
Jam w Tygmoncie, na bębnach Andrzej Dąbrowski, na saksofonie Przemek Dyakowski - styczeń 2011 r.
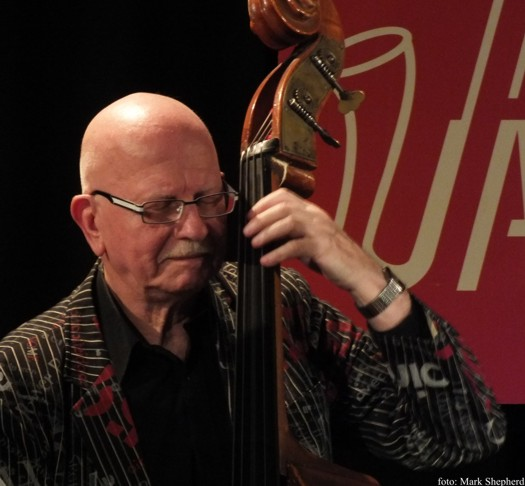
Jubileusz 55 Lat Na Scenie - 2013 r.